# Poinsettia
Pour les articles homonymes, voir Poinsettia (homonymie).
Genre
Classification phylogénétique
Poinsettia est un ancien genre botanique, aujourd'hui classé comme un sous-genre de la famille des Euphorbiaceae. Il est considéré comme synonyme du genre Euphorbia (Euphorbes véritables).
L'une des espèces autrefois rangée parmi les Poinsettia, nommée alors Poinsettia pulcherrima et nommée aujourd'hui Euphorbia pulcherrima, est couramment appelée « Poinsettia ».
Néanmoins, Poinsettia est un genre qui a contenu plusieurs dizaines d'espèces. Le nom « Poinsettia » donné à la seule Euphorbia pulcherrima est par conséquent source de quiproquos plus ou moins à risque. En effet, les Euphorbia sont des espèces toxiques qui ont pour particularité d'être extrêmement irritantes.

## Liste d'espèces de cet ancien genre

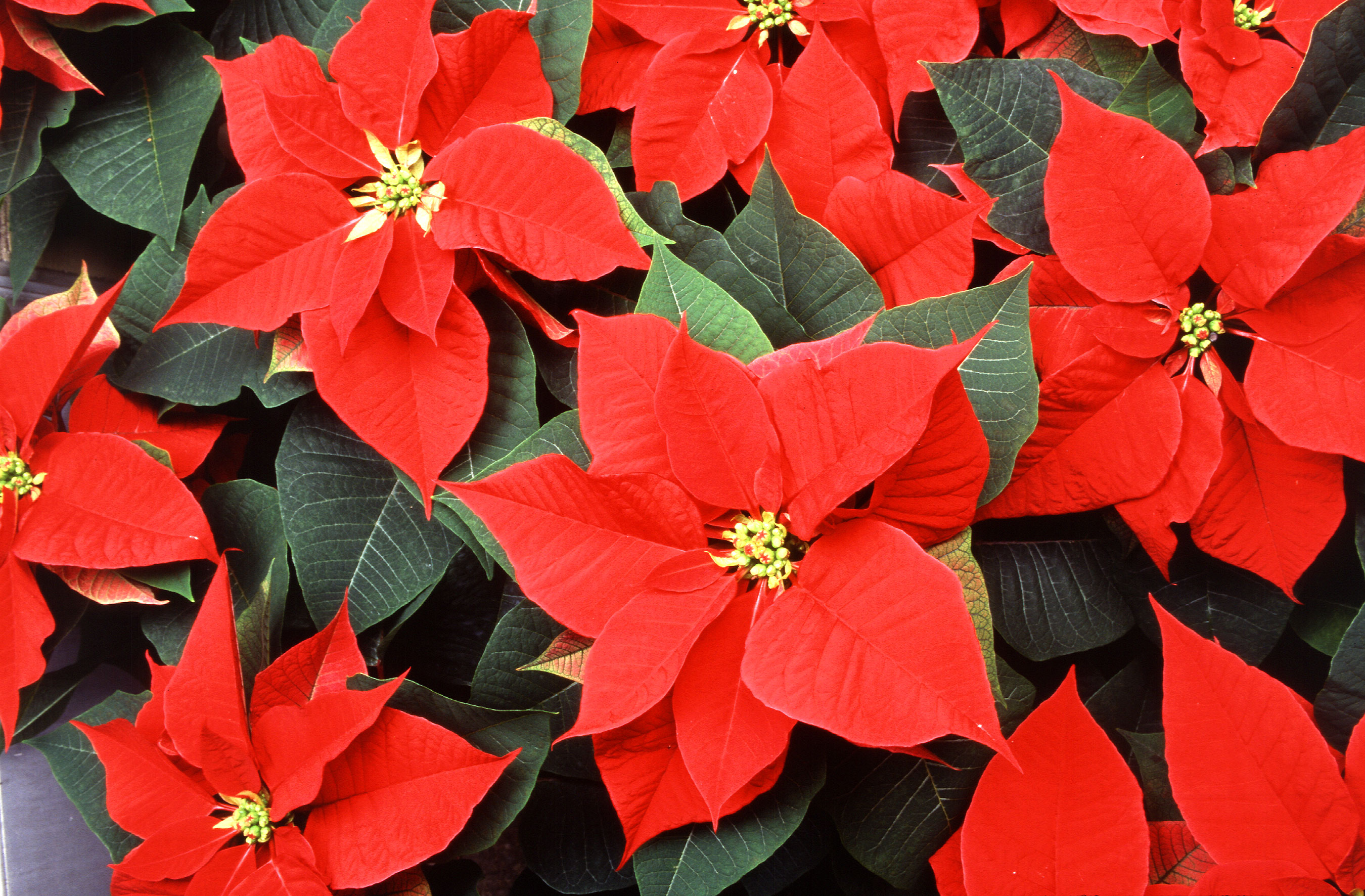

- Poinsettia coccinea Dressler, voir Euphorbia hormorrhiza Radcl.-Sm.
- Poinsettia colorata (Engelm.) Dressler, voir Euphorbia colorata Engelm.
- Poinsettia cornastra Dressler, voir Euphorbia cornastra (Dressler) Radcl.-Sm.
- Poinsettia cyathophora (Murray) Klotzsch & Garcke, voir Euphorbia cyathophora Murray
- Poinsettia dentata (Michx.) Klotzsch & Garcke, voir Euphorbia dentata Michx.
- Poinsettia heterophylla (L.) Klotzsch & Garcke, voir Euphorbia heterophylla L.
- Poinsettia inornata Dressler, voir Euphorbia limaensis Oudejans
- Poinsettia pentadactyla (Griseb.) Dressler, voir Euphorbia pentadactyla Griseb.
- Poinsettia pulcherrima (Willd. ex Klotzsch) Graham, voir Euphorbia pulcherrima Willd. ex Klotzsch
- Poinsettia radians (Benth.) Klotzsch & Garcke, voir Euphorbia radians Benth.
- Poinsettia restiacea (Benth.) Dressler, voir Euphorbia restiacea Benth.
- Poinsettia strigosa (Hook. & Arn.) Arthur, voir Euphorbia strigosa Hook. & Arn.

## Étymologie
Le nom de ce genre provient de celui du premier ambassadeur des États-Unis au Mexique, Joel Roberts Poinsett.
Originaire des régions tropicales du Mexique, les anciens mexicains l'appelaient « Cuetlaxóchitl » en nahuatl. « Cuetlaxtli » signifie peau et « Xochitl » signifie fleur. Une traduction littérale pourrait être « Fleur de peau » due à la couleur rouge qui ressemble à de la peau.

## Climat
Le Poinsettia est une plante tropicale qui peut « vivre » en intérieur, ou à l’extérieur dans certaines conditions.

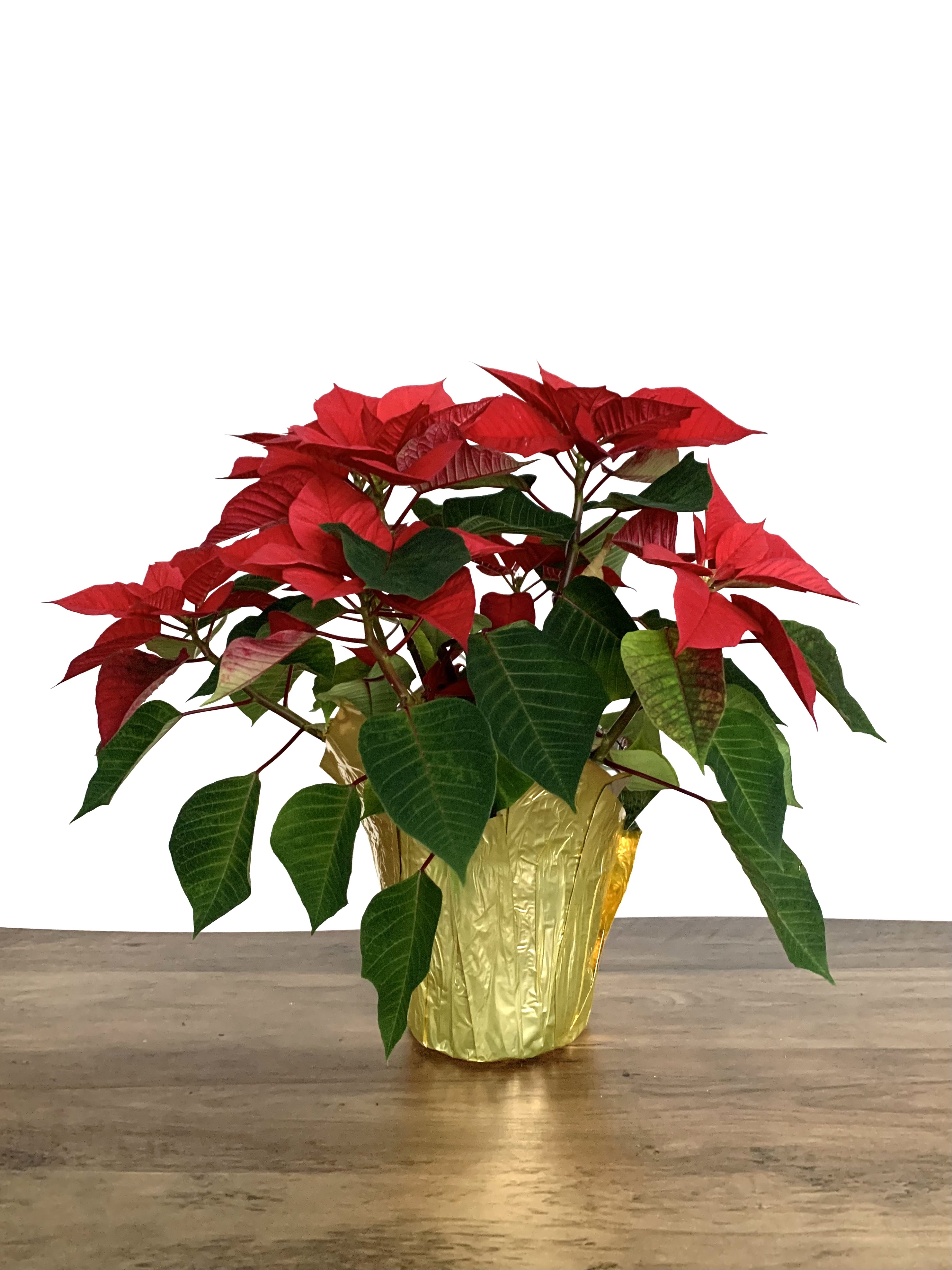
Poinsettia intérieure.

## Journée internationale du poinsettia
Chaque année, aux États-Unis, en Espagne, aux Pays-Bas et dans de nombreux autres pays, l’étoile de Noël (appelée poinsettia) est célébrée le 12 décembre. À l’instar de ces différents pays, les producteurs français de Poinsettia ont décidé d’instaurer en France la journée nationale du Poinsettia. Ainsi, chaque 12 décembre, de nombreux fleuristes, jardineries et producteurs-détaillants vont fêter comme il se doit l’étoile de Noël : mises en scène de poinsettias et démonstrations de compositions vont ponctuer cette journée[réf. nécessaire].